# Euphysa japonica
Euphysa japonica är en nässeldjursart som först beskrevs av Maas 1909.  Euphysa japonica ingår i släktet Euphysa och familjen Euphysidae. Inga underarter finns listade i Catalogue of Life.